# Andrei Tiumentsev
Andrei Tiumentsev   (Vladivostok, 6 de maig de 1963) és un jugador d'handbol rus, ja retirat, que va competir entre 1979 i 1994. Un cop retirat passà a exercir d'entrenador en diferents equips d'handbol. El seu fill, Aleksandr Tiumentsev, també és jugador d'handbol.
El 1988 va prendre part en els Jocs Olímpics de Seül, on guanyà la medalla d'or en la competició d'handbol.
A nivell de clubs jugà al Dinamo Astrakhan (1979-1991), amb qui guanyà la lliga soviètica de 1990, el BM Granollers (1991-1992) i el BM Málaga (1993-1994), on es retirà.
Una vegada retirat passà a exercir d'entrenador en diferents equips d'handbol, com ara La Salle Montcada.